# Aeonium holospathulatum
Aeonium holospathulatum är en fetbladsväxtart som beskrevs av A. Bañares Baudet. Aeonium holospathulatum ingår i släktet Aeonium och familjen fetbladsväxter. Utöver nominatformen finns också underarten A. h. sanchezii.